# Healed by Metal
Healed by Metal sedamnaesti je studijski album njemačkog heavy metal-sastava Grave Digger. Diskografska kuća Napalm Records objavila ga je 13. siječnja 2017. Prvi je album na kojem se pojavio klavijaturist Marcus Kniep. Za pjesme "Call for War" i "Healed by Metal" snimljeni su spotovi.

## Popis pjesama
Tekstovi: Chris Boltendahl. 
| 1.    | »Healed by Metal«           | 3:43 |
| 2.    | »When Night Falls«          | 3:54 |
| 3.    | »Lawbreaker«                | 3:05 |
| 4.    | »Free Forever«              | 3:21 |
| 5.    | »Call for War«              | 3:19 |
| 6.    | »Ten Commandments of Metal« | 3:25 |
| 7.    | »The Hangman's Eye«         | 3:05 |
| 8.    | »Kill Ritual«               | 3:41 |
| 9.    | »Hallelujah«                | 3:28 |
| 10.   | »Laughing with the Dead«    | 5:15 |
| 36:16 |                             |      |

## Zasluge
Grave Digger
- Chris Boltendahl – vokal, produkcija, koncept naslovnice
- Stefan Arnold – bubnjevi
- Jens Becker – bas-gitara
- Axel "Ironfinger" Ritt – gitara, produkcija, snimanje (gitara)
- Marcus Kniep – klavijature

Dodatni glazbenici
- Hacky Hackman – prateći vokal
- Frank Konrad – prateći vokal
- Andreas von Lipinski – prateći vokal

Ostalo osoblje
- Gyula Havencsák – grafički dizajn, naslovnica albuma
- Jörg Umbreit – produkcija, inženjer zvuka, snimanje, miks, mastering
- Jens Howorka – fotografije